# Communauté de communes du Pays Grand'Combien
La communauté de communes du Pays Grand’Combien est une ancienne communauté de communes française, située dans le département du Gard et la région Occitanie.

## Historique
Elle est créée le 14 décembre 2000.
Le schéma départemental de coopération intercommunale 2016-2020 du Gard prévoit la fusion de la communauté de communes du Pays Grand'Combien avec la communauté d'agglomération Alès Agglomération et les communautés de communes des Hautes Cévennes et Vivre en Cévennes le 1er janvier 2017.

## Territoire communautaire

### Composition
Elle regroupait 9 communes :
| Nom                     | Code Insee | Gentilé          | Superficie (km2) | Population (dernière pop. légale) | Densité (hab./km2) |
| ----------------------- | ---------- | ---------------- | ---------------- | --------------------------------- | ------------------ |
| La Grand-Combe (siège)  | 30132      | Grand-Combiens   | 12,01            | 5 162 (2014)                      | 430                |
| Branoux-les-Taillades   | 30051      | Branoussiens     | 15,02            | 1 383 (2014)                      | 92                 |
| Cendras                 | 30077      | Cendrasiens      | 12,86            | 1 884 (2014)                      | 147                |
| Lamelouze               | 30137      | Lamelouziens     | 8,83             | 127 (2014)                        | 14                 |
| Laval-Pradel            | 30142      | Pradeliens       | 17,68            | 1 169 (2014)                      | 66                 |
| La Vernarède            | 30345      | Vernarédois      | 5,59             | 333 (2014)                        | 60                 |
| Portes                  | 30203      | Portésiens       | 14,42            | 364 (2014)                        | 25                 |
| Les Salles-du-Gardon    | 30307      | Sallois          | 21,09            | 2 631 (2014)                      | 125                |
| Sainte-Cécile-d'Andorge | 30239      | Sainte-Céciliens | 19,09            | 572 (2014)                        | 30                 |

## Administration

### Siège
Le siège de la communauté de communes était situé à La Grand-Combe.

### Présidence
Le dernier président de la communauté de communes était Patrick Malavieille (PCF).